# إذعان
الإذعان هو عملية تهيئة المواطنين لتقبل كل ما يصدر عن النظام السياسي دون مناقشة وإحاطة النظام السياسي بهالة من الاحترام، واستخدام أسلوب تبجيل المؤسسات رغم أنها قد لا تملك أي دور يذكر في النظام السياسي.